# Överlärare

## Sverige
Överlärare kallades i Sverige tidigare högsta chefen för en folkskola. Det var bara läroverk, seminarier och universitet som hade rektorer på den tiden. Överläraren var inte akademiskt utbildad utan var i regel folkskollärare.

## Finland
Titeln används fortfarande i Finland, men med annan betydelse. Titeln är en högre grad av lärare/lektor oftast inom högskolorna och universiteten i Finland